# Roccaforte del Greco
Roccaforte del Greco är en ort och kommun i storstadsregionen Reggio Calabria, innan 2017 provinsen Reggio Calabria, i regionen Kalabrien i Italien. Kommunen hade 485 invånare (2017).